# Приёр, Пьер
Пьер Мари Приёр (фр. Pierre Marie Prieur; 25 мая 1896, Пюто — 22 декабря 1968, Нёйи-сюр-Сен) — французский хоккеист на траве, полевой игрок. Участник летних Олимпийских игр 1928 года.

## Биография
Пьер Приёр родился 25 мая 1896 года во французском городе Пюто.
Играл в хоккей на траве за «Олимпик» из Лилля, в составе которого трижды становился чемпионом Франции (1921, 1923—1924) и парижский «Расинг».
29 февраля 1920 года дебютировал в сборной Франции.
В 1924 году вместе с другим французским хоккеистом Максимом Лане написал книгу «Хоккей на траве» — 13-ю в серии «Все виды спорта по чемпионам».
В 1928 году вошёл в состав сборной Франции по хоккею на траве на летних Олимпийских играх в Амстердаме, поделившей 5-6-е места. Играл в поле, провёл 3 матча, мячей не забивал.
В течение карьеры провёл за сборную Франции 58 матчей.
Умер 22 декабря 1968 года во французском городе Нёйи-сюр-Сен.

## Семья
Отец — Жозеф Александр Проспер Приёр, промышленник.
Мать — Тереза Луиза Одетт Шовело.
Жена — Анн-Луиз Жозефин Мари Перре. Поженились 4 августа 1948 года в Ле-Везине.